# Stadio Arechi
A Stadio Arechi egy többcélú sportlétesítmény Salernóban, Olaszországban. Itt játssza a hazai mérkőzéseit az US Salernitana 1919, időnként pedig koncertek és katolikus rendezvények helyszíne is. Nevét a 8. században élt II. Arechis beneventói hercegről kapta, ezért néha becézik „a stadionok hercegének” is.

## Története
Építése 1984-ben kezdődött, 1990-ben avatták fel, majd 1998-ban átépítették. Az 1990-es avatáskor a nyitómérkőzésen a Serie B-be (azaz a másodosztályba) frissen feljutott hazaiak a Calcio Padovát fogadták, az eredmény 0–0 lett.
A stadionban három válogatottmérkőzést is játszottak: egyet Magyarország, egyet Észtország és egyet Spanyolország ellen. 1998. november 4-én itt játszott egymással az UEFA-kupában a Fiorentina és a Grasshopper Club Zürich, a mérkőzés azonban félbeszakadt, és utólag 3–0-s győzelmet adományoztak a vendégek részére.
Az építményben az idők során koncertet adott többek között Luciano Ligabue, Vasco Rossi, Eros Ramazzotti, Jovanotti és Tiziano Ferro is.

## Leírás
Pályája 105 m × 68 m-es, a lelátó befogadóképessége 26 000 fő. A lelátók a pálya négy oldalán úgy helyezkednek el, hogy a sarkokon nem érnek össze. A hazai szurkolók a két oldalsó és a déli tömbben szoktak elhelyezkedni; utóbbit 2010-ben egy elhunyt vezérszurkolóról, a Siberiano becenevű Carmine Rinaldiról nevezték el. A vendégszurkolók az északi szektorban foglalhatnak helyet.

## Képek

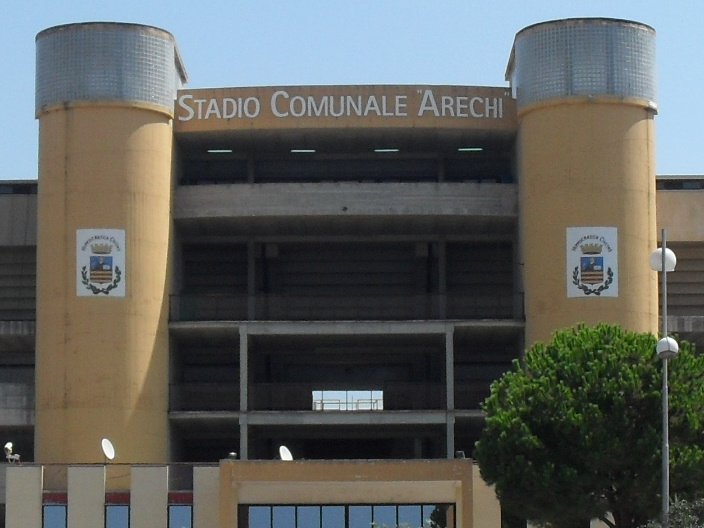
Külső részlet
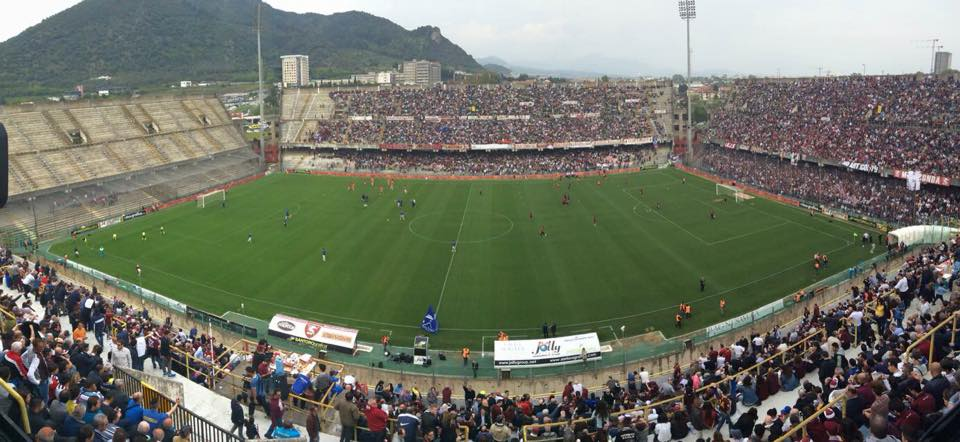
Panorámakép
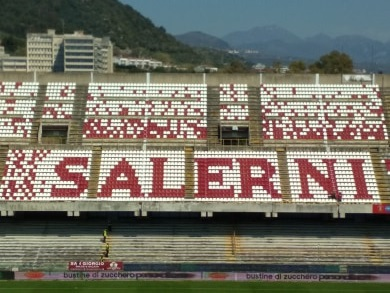
Felirat a lelátón
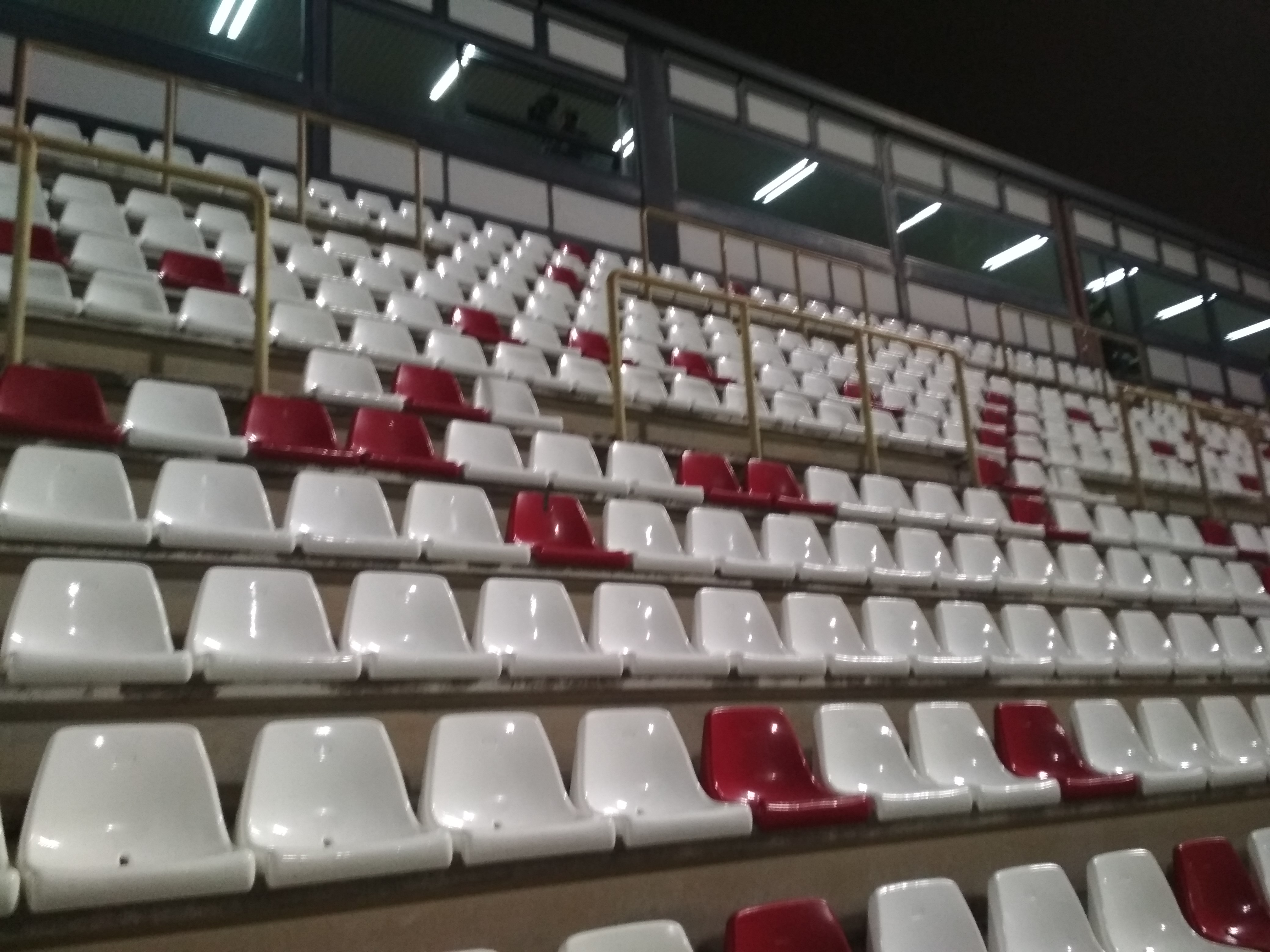
Székek a lelátón